# Stefan Heck

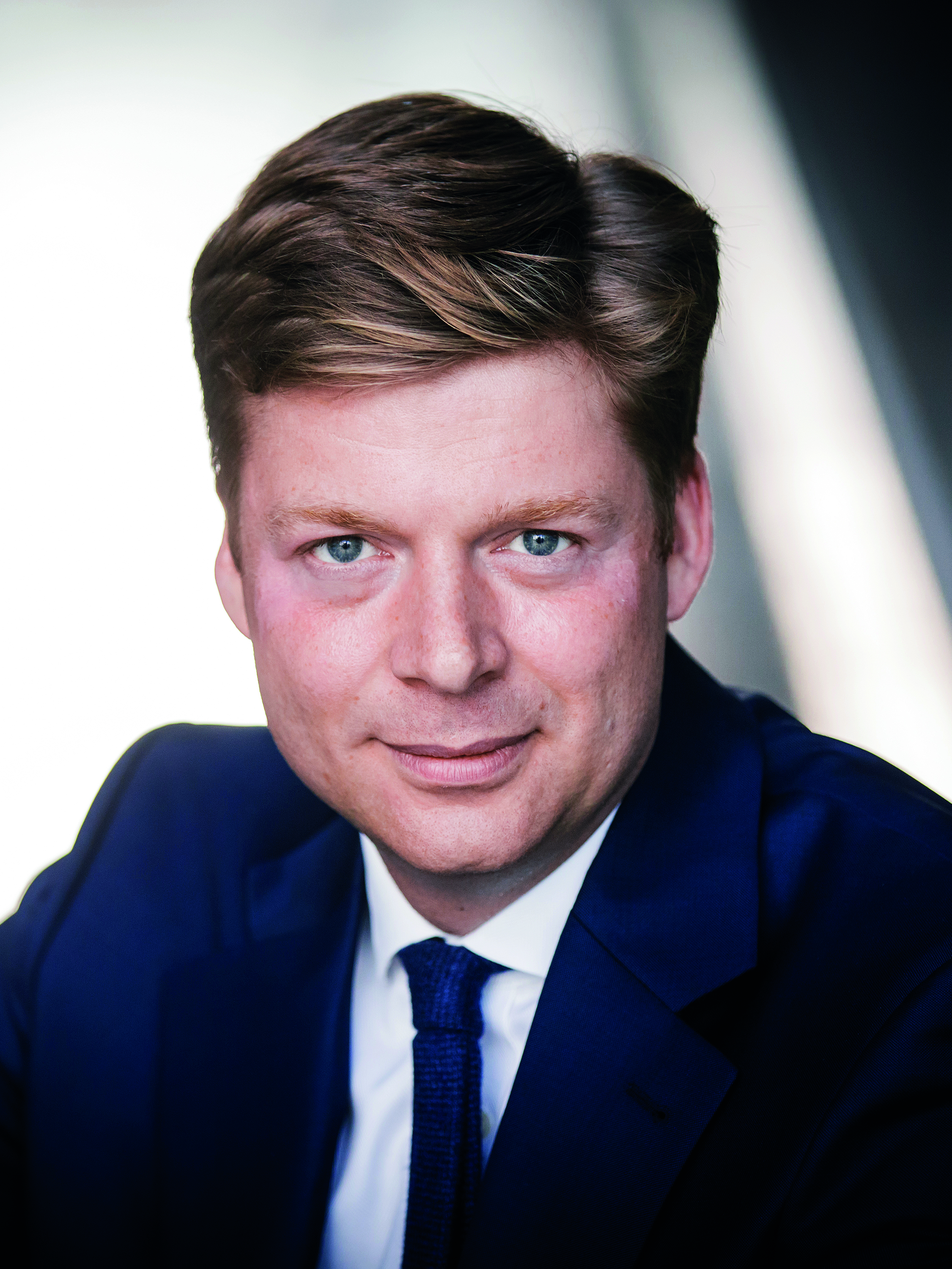
Stefan Heck (2018)

Stefan Heck (* 18. August 1982 in Marburg) ist ein deutscher Politiker (CDU). Er ist seit Oktober 2021 Mitglied des 20. Deutschen Bundestages und war von 2013 bis 2017 bereits Mitglied des 18. Deutschen Bundestags. Von Januar 2019 bis Oktober 2021 war Heck Staatssekretär im Hessischen Ministerium des Innern und für Sport.

## Leben und Beruf
Nach seinem Abitur an der Stiftsschule St. Johann Amöneburg im Jahr 2002 absolvierte Heck seinen Wehrdienst und eine anschließende Ausbildung zum Reserveoffizier. Von 2003 bis 2007 studierte er Rechtswissenschaften in Marburg und Krakau, schloss das Studium 2007 mit dem ersten juristischen Staatsexamen ab und war anschließend bis 2013 wissenschaftlicher Mitarbeiter bei Steffen Detterbeck am Institut für Öffentliches Recht der Universität Marburg. Von 2011 bis 2012 war er Rechtsreferendar in Frankfurt, Marburg und Speyer. Im Jahr 2011 kehrte er zudem nach Krakau zurück und absolvierte dort ein LL.M.-Studium. 2012 wurde er in Marburg mit einer Dissertation zum Thema Mandat und Transparenz. Anzeige und Veröffentlichung außerparlamentarischer Berufstätigkeit von Bundestagsabgeordneten zum Dr. iur. promoviert. Im Jahr 2013 bestand er das zweite juristische Staatsexamen und war ab März als Rechtsanwalt in der internationalen Wirtschaftskanzlei Graf von Westphalen in Frankfurt am Main tätig. Nach seinem Ausscheiden aus dem Deutschen Bundestag wurde Stefan Heck 2017 Geschäftsführer der Verwertungsgesellschaft VG Media.

## Politik
Heck ist seit 2001 Mitglied der Stadtverordnetenversammlung der Stadt Amöneburg und seit 2011 deren Vorsteher. Seit 2006 vertritt er die CDU auch im Kreistag Marburg-Biedenkopf. 2013 wurde er zum Landesvorsitzenden der Jungen Union Hessen gewählt und blieb es bis 2019.
Nachdem er bereits bei der Bundestagswahl 2009 erfolglos im Bundestagswahlkreis Marburg kandidiert hatte, zog er 2013 über Platz 12 der CDU-Landesliste Hessen in den Bundestag ein. Im Deutschen Bundestag war er ordentliches Mitglied im Ausschuss für Wahlprüfung, Immunität und Geschäftsordnung sowie im Ausschuss für Recht und Verbraucherschutz. 
Bei der Bundestagswahl 2017 verpasste er den Einzug in den Bundestag. Laut der Tageszeitung Die Welt galt sein Ausscheiden in der CDU/CSU-Bundestagsfraktion "intern als vielleicht herbster Verlust".
Bei der Bundestagswahl 2021 konnte Heck mit 26,1 % der Erststimmen erneut nicht den Wahlkreis gewinnen. Er verlor gegen Sören Bartol (SPD), der 36,9 % der Erststimmen errang. Über Platz 7 der hessischen CDU-Landesliste gelang ihm jedoch der Einzug in den Deutschen Bundestag. Im Zuge dessen legte er sein Amt als Staatssekretär nieder. Ihn löste Stefan Sauer als Staatssekretär ab. Er leitet den 2. Untersuchungsausschuss der 20. Wahlperiode des Deutschen Bundestages.
Seit Dezember 2016 ist er Mitglied im CDU-Bundesvorstand.

## Schriften
- Mandat und Transparenz : Anzeige und Veröffentlichung der Nebentätigkeiten von Bundestagsabgeordneten. Frankfurt, M.: PL Acad. Research 2014 (Schriften zum deutschen und europäischen öffentlichen Recht 27) ISBN 978-3-631-63788-3 Zugl.: Marburg, Univ., Diss., 2012